# Camila Rajchman
Camila Rajchman Goldfarb (Montevidéu, 26 de novembro de 1994) é uma apresentadora de televisão, influenciadora digital e cantora uruguaia. É principalmente conhecida por ter sido vocalista do Rombai, grupo de cumbia pop que alcançou grande popularidade em grande parte da América Latina.

## Biografia
Camila Rajchman nasceu em Montevidéu em 26 de novembro de 1994. É a caçula das quatro filhas do empresário José Rajchman e da professora Gabriela Goldfarb. Nascida em uma família judia, é neta de Chil Rajchman, um sobrevivente polonês do Holocausto que se estabeleceu no Uruguai após a Segunda Guerra Mundial.
Ele estudou na Woodlands School e no Liceo Integral em Montevidéu e estudou comunicação na Universidade ORT no Uruguai.

## Carreira
No final de 2014, fundou junto com amigos e colegas da universidade a banda de cumbia pop Rombai. O primeiro single, "Locuras contigo", teve grande repercussão no Uruguai e em outros países da América Latina, tornando-se um hit de verão. O grupo participou de vários programas de televisão, o que contribuiu significativamente para o aumento de sua popularidade, e lançou novas canções que alcançaram posições de destaque nas paradas musicais.

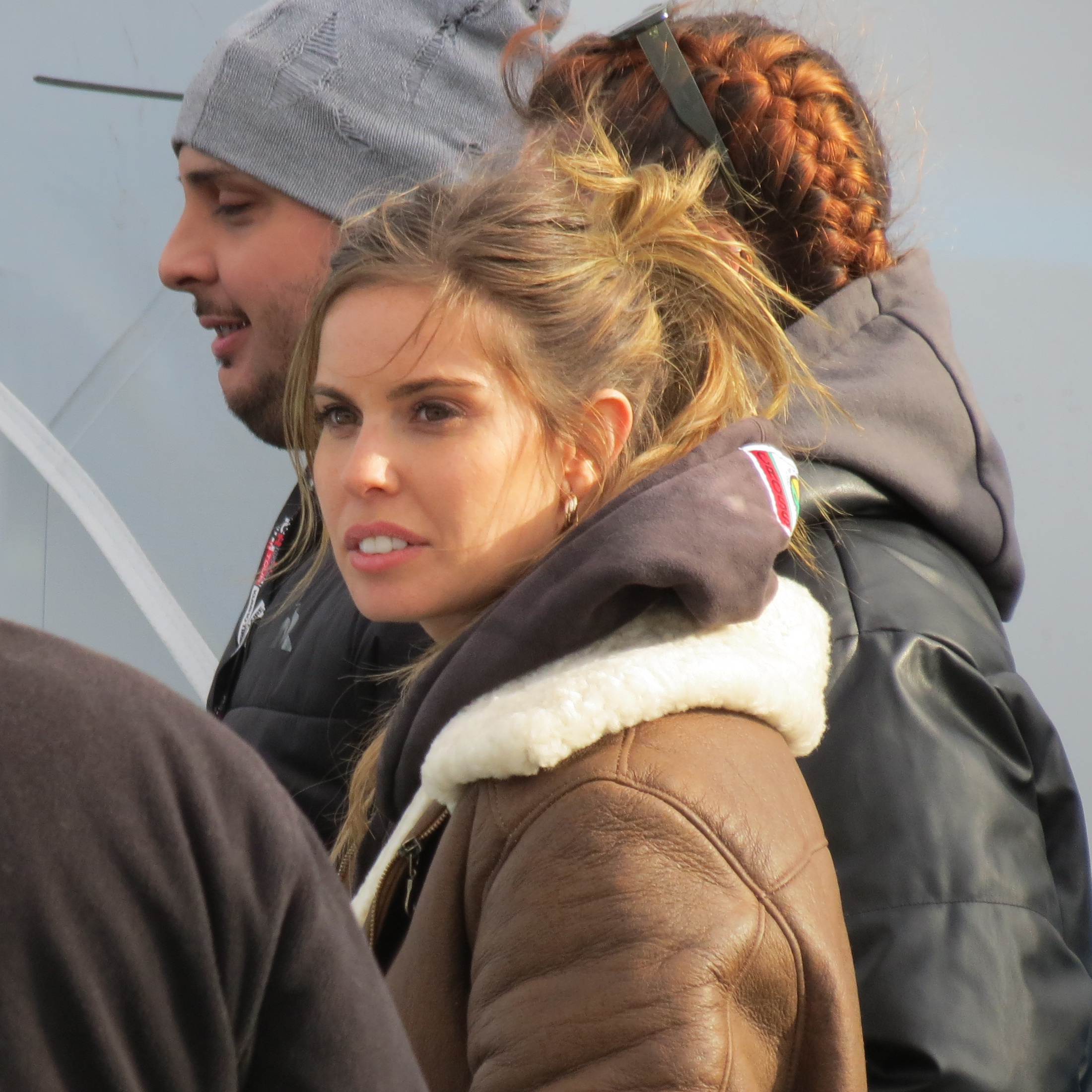
Rajchman em 2023

Durante o ano de 2015, participou das turnês musicais da banda pelo Uruguai e por diversos países da América Latina. Em março de 2016, anunciou oficialmente sua saída do grupo e, no final de abril, realizou sua última apresentação, no Luna Park de Buenos Aires. Além disso, integrou o elenco do documentário Marama – Rombai – El viaje, filme que retrata a turnê conjunta entre Rombai e Márama, outra banda uruguaia de cumbia pop surgida na mesma época.
Em 2016 ele começou sua carreira na televisão. Entre maio e agosto, ele foi membro do painel de analistas do reality show Gran Hermano. Durante o verão de 2017, ela foi repórter do programa matinal da Teledoce, Desayunos informales. Mais tarde, ele participou de vários programas de televisão na rede, como repórter, apresentadora digital ou apresentadora. Em 2018, ela lançou alguns singles com seu novo grupo, Blonda.
Em julho de 2022, afastou-se da televisão e anunciou sua integração à plataforma de streaming Aweno TV. Em novembro de 2023, comunicou o lançamento de duas colaborações com a banda Rombai: “Cumbia cheta” e “Hasta el amanecer”.